# Edmund Veesenmayer
Edmund Veesenmayer (Bad Kissingen, 1904. november 12. – Darmstadt, 1977. december 24.) vezető német közgazdász, a Harmadik Birodalom diplomatája, az NSDAP és az SS magas rangú tagja.

## Élete
1932. február 1-jétől volt a Nemzetiszocialista Német Munkáspárt (NSDAP-Nr.: 873 780), 1936 júniusától pedig a „Schutzstaffel” (SS-Nr.: 202 122) tagja. A Német Birodalom Külügyminisztériumának gazdasági szakértőjeként felmérte a kelet- és közép-kelet-európai gazdasági és politikai állapotokat. 1943-ban Magyarországról (a Felvidéket és teljes Erdélyt is beleértve) hosszú jelentést készített, és az SS-nek is több különleges megbízatást teljesített. 
Adolf Hitler 1944. március 19-én (Magyarország német katonai megszállásakor) a Harmadik Birodalom nagykövetévé és teljhatalmú magyarországi megbízottjává nevezte ki: ez azt jelentette, hogy a Wehrmachton kívül minden megszállóerő (főleg a Gestapo) fölött rendelkezési joga volt. Szerepet játszott a magyar értelmiség „átvilágításában”, ismert németellenes személyek letartóztatásában (ezáltal is nyomást gyakorolva Magyarországra), valamint a zsidóság deportálásában. A Szálasi-puccs során segítséget nyújtott a nyilas hatalomátvételhez, meggátolva ezzel Magyarország kiugrását a második világháborúból. 
1945-ben Salzburg közelében feladta magát az amerikai csapatoknak. A Nemzetközi Katonai Törvényszék a Wilhelmstrasse-perben 1949-ben 20 év börtönre ítélte, később büntetését felére csökkentették, majd 1951-ben szabadlábra helyezték. Ezt követően Nyugat-Németország képviselője volt az észak-franciaországi Roubaix városában székelő Pennel & Flipo cégnél. Fontosabb szerepet ezután már nem játszott, haláláig Darmstadtban élt.